# トランスファー・ステーション (ごみ処理)

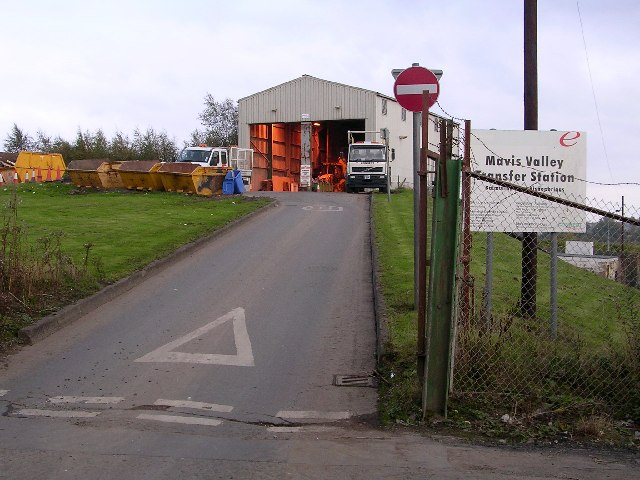
英国スコットランドのあるトランスファー・ステーション

トランスファー・ステーション (英語: Transfer Station)あるいは転送施設とは、ごみの処理で清掃工場または最終処分場へ運ぶ前に、一旦中間場所に集める際の施設をいう。清掃工場や最終処分場が遠いか、ごみは各戸が自分で運ぶ制度の町、村で使われる施設である。
トランスファー・ステーション内は通常廃棄物をリサイクルへ向けて分類する様々な場所に分かれていて、通常のごみと台所ごみを捨てる場所、金属類を捨てる場所、雑草・雑木を捨てる場所、ダンボール・紙類の場所、ガラス類の場所、その他再処理可能な物を捨てる場所などがある。その州または地域の容器預託金法（Container deposit legislation）  で規定した使用済みガラス瓶・ペットボトル・金属缶に対しては、それらを受けて返金する場所もある。また衣類、家具類をただで受けて、無料で配布または有料で売る場所がある場合もある